# Elias Magnus Fries
 (juin 2023).
La mise en forme du texte ne suit pas les recommandations de Wikipédia : il faut le « wikifier ».
Les points d'amélioration suivants sont les cas les plus fréquents. Le détail des points à revoir est peut-être précisé sur la page de discussion.
- Les titres sont pré-formatés par le logiciel. Ils ne sont ni en capitales, ni en gras.
- Le texte ne doit pas être écrit en capitales (les noms de famille non plus), ni en gras, ni en italique, ni en « petit »…
- Le gras n'est utilisé que pour surligner le titre de l'article dans l'introduction, une seule fois.
- L'italique est rarement utilisé : mots en langue étrangère, titres d'œuvres, noms de bateaux, etc.
- Les citations ne sont pas en italique mais en corps de texte normal. Elles sont entourées par des guillemets français : « et ».
- Les listes à puces sont à éviter, des paragraphes rédigés étant largement préférés. Les tableaux sont à réserver à la présentation de données structurées (résultats, etc.).
- Les appels de note de bas de page (petits chiffres en exposant, introduits par l'outil «  Source ») sont à placer entre la fin de phrase et le point final[comme ça].
- Les liens internes (vers d'autres articles de Wikipédia) sont à choisir avec parcimonie. Créez des liens vers des articles approfondissant le sujet. Les termes génériques sans rapport avec le sujet sont à éviter, ainsi que les répétitions de liens vers un même terme.
- Les liens externes sont à placer uniquement dans une section « Liens externes », à la fin de l'article. Ces liens sont à choisir avec parcimonie suivant les règles définies. Si un lien sert de source à l'article, son insertion dans le texte est à faire par les notes de bas de page.
- La présentation des références doit suivre les conventions bibliographiques. Il est recommandé d'utiliser les modèles {{Ouvrage}}, {{Chapitre}}, {{Article}}, {{Lien web}} et/ou {{Bibliographie}}. Le mode d'édition visuel peut mettre en forme automatiquement les références.
- Insérer une infobox (cadre d'informations à droite) n'est pas obligatoire pour parachever la mise en page.

Pour une aide détaillée, merci de consulter Aide:Wikification.
Si vous pensez que ces points ont été résolus, vous pouvez retirer ce bandeau et améliorer la mise en forme d'un autre article.
Pour les articles homonymes, voir Fries.
Elias Magnus Fries (né le 15 août 1794 à Femsjö (sv) (Småland) et mort le 8 février 1878 à Uppsala) est un mycologue et un botaniste suédois.
Surnommé le « Linné des champignons », il est considéré comme le père de la mycologie scientifique et est le fondateur de la systématique des champignons. Dans une série d'ouvrages fondamentaux, publiés de 1821 à 1877, il a jeté les bases de la classification et du dénombrement des espèces fongiques.

## Biographie
Enfant unique de Thore Fries, pasteur passionné par la botanique, Elias Fries naît et grandit au presbytère de Femsjö, petite paroisse isolée dans la partie occidentale de Småland aux confins de la province de Halland. Jusqu'à l'âge de neuf ans, c'est son père qui se charge de son éducation. Bercé à la fois par le latin quotidien et l'observation de la nature (il est capable de reconnaître plus de 400 plantes à l'âge de quatorze ans), c'est tout naturellement qu'il consacre sa vie à cette double vocation, rédigeant son journal intime en latin scientifique, tout en maîtrisant le suédois avec assez d'élégance pour être admis plus tard au nombre des dix-huit membres de l'Académie suédoise.
Ce n'est qu'en 1803, qu'il fréquente sa première école à Växjö (Comté de Kronoberg). Au lycée, il publie déjà des articles de botanique et des inventaires de plantes, dont la Flora Femsionensis. Toutefois, ce sont les champignons, très abondants dans la région, qui vont exercer sur lui une véritable fascination.
Après ses études à l’université de Lund, il obtient le grade de Privatdozent (Doctorat) en 1814, de professeur-adjoint en 1819, puis de professeur en 1824.
Entre 1821 et 1832, il publie les trois volumes de son Systema Mycologicum…, ouvrage fondamental dans l'histoire de la mycologie, qui est le point de départ de la nomenclature mycologique.
Il est nommé professeur d’économie pratique à l’université d'Uppsala en 1834 puis de botanique en 1852. Il prend sa retraite en 1859 mais continue de diriger le jardin botanique et le muséum de botanique jusqu’en 1863. Sa chaire de professeur est ensuite tenue par Johan Erhard Areschoug.
Membre de l’Académie suédoise en 1847 et membre étranger de la Royal Society en 1875.
Son fils est le botaniste suédois Theodor Magnus Fries (1832-1913).
En botanique, le genre Friesia (famille des Tiliaceae) lui a été dédié par de Candolle (1778-1841) en 1824. Une centaine d'espèces lui ont été dédiées en mycologie (voir liste plus bas).

## Apports en mycologie
Les botanistes s'intéressaient peu aux champignons, à l'exception notable du hollandais Persoon, qui fut le premier à amorcer une classification cohérente, fondée notamment, chez les champignons à lames, sur la présence de voiles.
Jusqu'à la fin du XVIIIe siècle, la mycologie était encore une sorte de passe-temps pour « aristocrates naturalistes ». Les pionniers de la mycologie, comme Bulliard, Sowerby, Batsch, Schaeffer, etc., étaient pour la plupart de remarquables observateurs et d'excellents illustrateurs, mais qui ne cherchaient pas à classer les champignons en fonction de caractères hiérarchisés reflétant les affinités entre les espèces.
Fries n'a que 27 ans lorsqu'il publie son premier ouvrage majeur, Systema mycologicum, dans lequel il a le génie de reprendre la quasi-totalité des publications antérieures pour élaborer un imposant index, à partir de ses propres observations.
Il fallait beaucoup d'expérience et d'intuition pour pouvoir interpréter des descriptions et des planches souvent incomplètes. Fries mettait ainsi en synonymie des espèces décrites plusieurs fois par divers mycologues, en retenant l'un de ces noms, que l'on dit aujourd'hui « sanctionné ». Mais surtout, il classait les espèces par tribus selon des caractères nouveaux ou négligés par ses prédécesseurs, en particulier la couleur de la sporée, le mode d'insertion des lames, la silhouette générale, la consistance du pied, et, en suivant Persoon, la présence et la nature des voiles : voile partiel (anneau) et voile général (verrues, volve, etc.).
Il n'accordait qu'une importance secondaire à la couleur du chapeau et autres caractères « évidents » (tels que la croissance en touffes, l'aspect de la surface du chapeau…), ce qui lui a permis d'élaborer un système naturel très influencé par les botanistes modernes qui cherchaient eux-mêmes une classification fondée sur des caractères hiérarchisés — la « phylogénie » avant le mot, et 30 ans avant Darwin.
Ainsi, avec son Systema, Fries a « nettoyé » et débrouillé la mycologie en faisant des choix, à la fois taxinomiques (établissant les synonymies) et systématiques (le regroupement des espèces en genres et en tribus), si robustes et si pertinents que son ouvrage majeur, le Systema Mycologicum, sera choisi plus tard comme le point de départ de la nomenclature mycologique.
Enfin, il consacra la suite de sa très longue carrière à accumuler de nouvelles observations personnelles et à corriger, amender et compléter les « erreurs de jeunesse » de son Systema, tout en découvrant de nouvelles espèces (notamment lorsque, après avoir vécu à Femsjö au milieu des conifères acides, il s'installa à Uppsala, où il découvrit les forêts mixtes calcaires de la côte baltique).
La Monographia (1836-1838), et surtout les Hymenomycetes Europaei (1874, son dernier ouvrage majeur avec ses 2 770 espèces de champignons), préfigurent la mycologie moderne et inspirèrent directement Quélet, Karsten (qui remodelèrent et accommodèrent la classification friesienne « à leur sauce », notamment en ajoutant des éléments de microscopie, complètement absents de l'œuvre de Fries, mais en en conservant l'essentiel) puis, plus proche de nous, René Maire, que l'on peut considérer comme l'un des fondateurs de la tradition française.

## Œuvres de Fries
- Fries, Elias (18??a): Flora Femsionesis. Ed. 2. – Uppsala universitetsbibliotek D 110e.
- Fries, Elias (18??b): Flora Smolandica. – Landsbiblioteket i Växjö 4:o 350.
- Fries, Elias (1809): Flora Wexionensis. Ed. 2. – Uppsala universitetsbibliotek D 110 a.
- Fries, Elias (1810a): Försök till en tidning uti naturalhistorien. Första årgången 1 quartal 1810. Femsjö den 1er janvier 1810. – Uppsala universitetsbibliotek D 110 c.
- Fries, Elias (1810b): Dagbok 1810. Hållen för eget nöje af Elias Magnus Fries. – Uppsala universitetsbibliotek D 111 a.
- Fries, Elias (1810c): Flora Femsioensis. Ed 6. – Uppsala universitetsbibliotek D 110e.
- Fries, Elias (1811a): Försök till en tidning uti naturalhistorien. Andra bandets 1 quartal 1811. Femsjö den 14 mars 1811. – Uppsala universitetsbibliotek D 110 c.
- Fries, Elias (1811b): Dagbok hållen för eget nöje af Elias Magnus Fries. – Uppsala universitetsbibliotek D 111 a.
- Novitiæ floræ Suecicæ. Lundæ (Lund), 1814-1824,
- Observationes mycologicæ præcipue ad illustrandam floram Suecicam. Deux volumes, Havniæ (Copenhague), Vol. I (1815), Vol. II. (1818),
- Flora hallandica (Lundæ, 1817-1819),
- Seleromyceti Sueciæ (Lundæ, 1819),
- Fries, Elias 1821a: Läsning för allmogen i Kronobergs län i ämnen, som röra landthushållningen. 1. Om odlingen af Foderwäxter. – Lund.
- Fries, Elias 1821b: Läsning för allmogen i Kronobergs län i ämnen, som röra landthushållningen. 2. Om skadliga wäxter, samt deras utrotande i Kronobergs län. Lundæ.
- Fries, Elias 1821c: Läsning för allmogen i Kronobergs län i ämnen, som röra landthushållningen. 3. Om Brand och Rost på wäxter, jemte fullständig underrättelse om deras kännetecken, orsaker, skada samt medel till deras förekommande. Lundæ.
- Systema mycologicum sistens fungorum ordines, genera et species, huc usque cognitas, quas ad normam methodi naturalis déterminavit, disposuit atque descripsit. Trois volumes, Lundæ, 1821-1823; Greifswald, 1829-1832:
  - Vol. I, p. 1–520 (Lundæ, 1821)
  - Vol. II, p. 1–274 (Lundæ, 1822), p. 275–620 (Lundæ, 1823)
  - Vol. III, Pars (sectio) 1, p. 1–260 (Greifswald, 1829); Pars 2 et index (sectio posterior) , p. 261–524 [Hyphomycetes et coniomycetes continens] (Greifswald, 1832).
- Lichenes exsiccati Sueciæ. 12 fascicules, (1824-1852).
- Berättelse öfver Botaniska excursioner år 1823. – Physiogr. Sällsk. Årsberättelse [2]: 54-60. Lundæ, (1825).
- Systema orbis vegetabilis, (pars I, 1825).
- Stirpium agri Femsionensis index observationibus illustrata, Berling, Lundæ, (1825-1927).
- Novitiae Florae Suecicae. Edit. altera, Londini, Gothorum, (1828).
- Elenchus fungorum sistens commentarium in Systema mycologicum. Deux volumes, Greifswald (1828). Reprint (1994, 2006) C.E.M.M.. consulter l'ouvrage en ligne sur cybertruffle.org
- Lichenographia europeæ reformata. Præmittuntur lichenologiæ fundamenta (1831).
- Novitarum Floræ Suecicæ. Trois volumes, Lundæ & Upsaliæ (1832-1845): 
  - Mantissa prima : 1-56 (1832), 57-64 (1834), 65-84 (1835);
  - Mantissa altera : [1]-64 (1839);
  - Mantissa tertia : [I]-X, 1-48 (1842), 49-96 (1843), 97-204 (1845).
- Corpus florarum provincialium Sueciæ, I. Skania (Floram Scanicam, Flora Scanica), Upsaliæ, (1835).
- Flora Scanica..., (1835-1837). Upsaliæ, Palmblad & C., [I]-XXIV (1836), [1]-192 (1835), 193-346 (1836), 347-394 (1837).
- Herbarium normale plantarum rariorum et criticarum Suecicæ. 16 fascicules, Lundæ, (1835-1865).
- Epicrisis systematis mycologici,  seu synopsis hymenomycetum. Upsaliæ, e typografia Academia, (1836-1838).
- 1840a: Strödda anmärkningar öfver några Svenska Vexter. – Bot. Notiser 1840: 33-38, 108-112, 161-168.
- 1840b: Svenska Pilarterne. – Bot. Notiser 1840: 177-188, 193-206.
- 1841: Rön öfver vissa vextformers sjelfständighet som arter. – Bot. Notiser 1841: 177-196.
- Synopsis Caricum distigmaticarum, spicis sexu distinctis, in Scandinavia lectarum. – Bot. Notiser 1843: 97-109.
- Underrättelser om de nyaste bearbetningar af Engelska Floran. – Bot. Notiser 1843: 161-169.
- Reservation emot en del antagna åsigter öfver åtskilliga Svenska vexter. – Bot. Notiser 1844: 1-26.
- Botaniska utflygter En samling af strödda tillfällighetsskrifter, utgifna (trois volumes, 1843-1864, 2e édit, 1853-1864), [Excursions botaniques, recueil de ses petits mémoires, en suédois].
- Fries, Elias & Ångström, J., (1846-1849). Summa vegetabilium Scandinaviæ seu enumeratio systematica et critica plantarum qnum cotyledonearum, tum nemearum inter mare Occidentale et Album, inter Eidoram et Nordkap, hactenus lectarum, indicata simul distributione geographica. Holmiæ & Liepsiæ :
  - Sectio prior, pp. [1]-258, (1846): Accedunt expositio systematis plantarum morphologici, comparatio vegetationis adjacentium regionum, definitiones specierum in Kochii synopsi floræ germanicæ et nemearum monographiis haud obviarum L aliter expositarum. Upsaliæ, Akad. tr. 45,
  - Sectio posterior, p. 259–572. Holmiæ & Liepsiæ (1849).
- J.A. Wahlbergii Fungi natalenses, adjectis quibusdam capensibus, Actis Acad. Scient. Holm. P.A. Norstedt et filii, Stockholm (1848). [Reprint (1849), Fungi Natalenses, quos annis MDCCCXXXIX-MDCCCXL collegit J.A. Wahlberg, adjectis quibusdam Capensibus, Kongl. Vetensk. Akad. Handl. 1848: 121-154.]
- Symbolae ad historiam Hieraciorum. Upsaliæ : XXXIV, 220 pp., (1848)
- De Svenska arterna af slägtet Betula. – Öfvers. af Kongl. Vetensk.-Akad. Förhandl. 5: 160-162 (1848).
- Nya Skandinaviska växter. – Bot. Notiser 1849: 57-61, 153-156.
- Anmärkningar öfver Sparganium natans Lin. – Bot. Notiser 1849: 12-16.
- Novæ symbolæ mycologicæ,  in peregrinis terris a botanicis Danicis collectæ (1851), in Nova Acta Regiæ Societatis Scientia Upsaliensis, ser.3:1 p. 17–136.
- Cortinarii et hygrophori Sueciæ. C. A. Leffler, Upsaliæ (1851).
- Hymenomycetes in Suecia nuper detecti, quorum icones in Musæo Academiæ Scientiarum servantur. Öfvers. Kongl. Vetensk.-Ak. Förh. 8(2):42-54. (1851).
- Anmärkningar öfver Cotula matricarioides Bung. jemte några nya Svenska växter. Öfvers. af Kongl. Vetensk.-Akad. Förhandl. 9: 189-191 (1852).
- Monographia Cortinariorum Sueciæ, Upsaliæ (1851).
- Nya och mindre kända arter af slägtet Hieracium. Öfvers. af Kongl. Vetensk.-Akad. Förhandl. 13: 141-149 (1856).
- Bidrag till några Svenska växters synonymik. Bot. Notiser 1857: 32-33, 46-50, 108-115, 161-164.
- Bidrag till några Svenska växters synonymik. Bot. Notiser 1858: 31-35, 126-132.
- Monographia hymonomycetum Sueciæ. Deux volumes (1857-1863): 
  - Vol. I, p. 484, Upsaliæ (1857),
  - Vol. II (Supplementum voluminis), C. A. Leffler, Upsaliæ (1863).
- Hymenomycetes novi vel minus cogniti, in Suecia 1852-1860 observati. Öfvers. Kongl. Vetensk.-Ak. Förh. 18(1):19-34. (1861).
- Sveriges ätliga och giftiga svampar [Champignons comestibles et vénéneux en Suède], (Stockholm, 1860-1866). Consulter sur le site de Naturhistoriska riksmuseet
- Icones selectæ hymenomycetum nondum delinatorum. Deux volumes: Consulter sur le site du Naturhistoriska riksmuseet:
  - Vol. I, Homiæ, (1861-1875),
  - Vol. II, Upsaliæ & Homiæ, (1877-1884),
- Epicrisis generis Hieraciorum. Upsaliæ, Berglund. [I]-VIII, [1]-159. Extr. Upsal. Univers. Arsskr. (1862).
- Hieracia europaea exsiccata. Upsaliæ, (1862-1865), supplément (1872).
- Hymenomycetes Europaei sive Epicriseos systematis mycologici editio altera. Upsaliæ, E. Berling, (1874), pp.(4), 755.

Edition commémorative du bi-centenaire:
- Fries, Elias † (1994): Flora Femsjonensis eller förteckning på de i Femsiö Pastorat wildt wäxande Vegitabilier. Ed. 6. – Utgiven till Elias Fries 200-årsdag den 15 augusti 1994 av Sigurd Fries, Umeå universitet.

## Taxons dédiés à Fries en mycologie
Plus d'une centaine de taxons lui ont été dédiés en mycologie.
Dans les listes alphabétiques ci-dessous, le binôme cité entre parenthèses (précédé du signe « = ») est celui considéré aujourd'hui comme valide. À l'inverse, les noms de genres donnés entre crochets (précédé de « ex ») sont des combinaisons historiques aujourd'hui abandonnées.

### Espèces
- Abrothallus friesii Hepp; Ascomycetes
- Acarospora friesii H. Magn. (1935); Acarosporaceae
- Agaricus friesii Jungh. / Lasch (1828); Agaricaceae
- Agaricus friesii Lév. (1844); Agaricaceae
- Arcyria friesii Berk. & Broome; Arcyriaceae
- Argopsis friesiana [auct.?]; Brigantiaeaceae
- Aspicilia friesii (Lynge) Oksner (1972); Hymeneliaceae
- Asterocyphella friesii (P. & H. Crouan) W.B. Cooke (1961); [ex Calyptella Quél. (1886), ex Chaetocypha Kuntze (1891)]; Cyphellaceae
- Bacidia friesiana (Hepp) Körb. (1860); [ex Biatora, Biatorina Hepp (1857 Bacidiaceae
- Berengeria friesiana; Physciaceae
- Boletus friesii Inzenga; Boletaceae
- Caloplaca friesii H. Magn. (1950); Teloschistaceae
- Cantharellus friesii Welw. & Curr. (1869); Cantharellaceae
- Chondrioderma friesianum Rostaf.; Didymiaceae
- Ciboria friesii Pers.; Sclerotiniaceae
- Collybia friesii Bres. (1928), (= Baeospora myosura); Marasmiaceae
- Comatricha friesiana (de Bary) Rostaf. (1874); Stemonitidaceae
- Conisphaeria friesii (Nitschke) Cooke, (= Melomastia mastoidea); Xylariales
- Conocybe friesii S. Lundell (1953), (= Conocybe pygmaeoaffinis); Bolbitiaceae
- Coprinopsis friesii (Quél.) P. Karst. (1881); [ex Coprinus Quél. (1872)]; Psathyrellaceae
- Corticium friesii Grognot; Corticiaceae
- Cortinarius friesianus Carteret & Reumaux (2001); Cortinariaceae
- Cortinarius friesii N. Lund; Cortinariaceae
- Cortinarius friesii Bres. & Schulzer; Cortinariaceae
- Craterium friesii Rostaf.; Physaraceae
- Cyphella friesii Weinm.; Cyphellaceae
- Cyphella friesii P. Crouan & H. Crouan (1867), (= Asterocyphella friesii); Cyphellaceae
- Cytospora friesii Sacc.; Anamorphe de Valsa
- Echinoderma friesii (Lasch) Bon (1993), [ex Cystolepiota Bon (1977)]; (= Lepiota aspera); Agaricaceae
- Enchnoa friesii Fuckel; Nitschkiaceae
- Erineum friesii A. Braun; Fungi
- Erysiphe friesii (Lév.) U. Braun & S. Takam. (2000) [ex Microsphaera Lév. (1851); Erysiphaceae
- Exidia friesiana P. Karst.; Exidiaceae
- Favolaschia frieseana Henn. (1895); Marasmiaceae
- Favolus friesii Berk. & M.A. Curtis (1868); Polyporaceae
- Gloeocystidiellum friesii S. Lundell, ; Stereaceae
- Gloeocystidium friesii S. Lundell (1950); Meruliaceae
- Gyalecta friesii (A. Massal.) Körb. (1855); Gyalectaceae
- Helotium friesii (Weinm.) Sacc. (1889), (= Hymenoscyphus friesii); Helotiaceae
- Helvella friesiana Cooke; Helvellaceae
- Hexagonia friesiana Speg. (1884), (= Trametes villosa); Polyporaceae
- Hirschioporus friesii (Klotzsch) D.A. Reid (1975), (= Trichaptum biforme); Polyporaceae
- Hjortstamia friesii (Lév.) Boidin & Gilles (2003); Phanerochaetaceae
- Hygrophorus friesii Sacc. (1887); Hygrophoraceae
- Hymenoscyphus friesii (Weinm.) Arendh. (1979); Helotiaceae
- Hypocenomyce friesii (Ach.) P. James & Gotth. Schneid. (1980); [ex Lecidea Ach. (1816), Biatora Tuck. (1888)]; Lecideaceae
- Lecidea friesii Ach. (1816), (= Hypocenomyce friesii); Lecideaceae
- Hysterites friesii Nath. (1878); Champignon fossile
- Inocybe friesii R. Heim (1931), (= Inocybe nitidiuscula); Cortinariaceae
- Isaria friesii Mont. (1836); Anamorphe d' Ascomycetes
- Laschia frieseana (Henn.) Sacc. (1899); Steccherinaceae
- Lecanora friesii Lynge (1937); Lecanoraceae
- Lepiota friesii (Lasch) Quél. (1872), [ex Agaricus Lasch (1828)] (= Lepiota aspera); Agaricaceae
- Lecanora friesiana; Lecanoraceae
- Lecidea friesiana; Lecideaceae
- Lycogala friesiana Hall{?}; Reticulariaceae
- Marasmius friesianus Henn.; Marasmiaceae
- Marasmius friesii (Bres.) Rea (1932), (= Baeospora myosura); Marasmiaceae
- Mastomyces friesii Mont. (1848); Anamorphe de Godronia
- Melanoleuca friesii (Bres.) Bon (1978); Tricholomataceae
- Melomastia friesii Nitschke (1871), (= Melomastia mastoidea); Xylariales
- Merulius friesii (Quél.) Kuntze (1891), (= Cantharellus friesii); Cantharellaceae
- Microporellus friesii (Klotzsch) Ryvarden (1972), (= Trichaptum biforme); Polyporaceae
- Mycosphaerella friesii Tomilin (1979); Mycosphaerellaceae
- Obryzum friesii (Keissl.) Nik. Hoffm. & Hafellner (2000); Obryzaceae
- Oligoporus friesii Falck & O. Falck (1937); Polyporaceae
- Ophioceras friesii (Mont.) Sacc. (1883); Magnaporthaceae
- Opisteria friesii; Nephromataceae
- Oscillatoria friesii C. Agardh (1817); Algae
- Oxystoma friesianum Bél. (1846); Graphidaceae
- Phellinus friesianus (Bres.) Bourdot & Galzin (1928), (= Phellinus punctatus); Hymenochaetaceae
- Parmelia friesii; Parmeliaceae
- Patellaria friesii Wallr. (1831); Patellariaceae
- Peltigera friesiorum Gyeln.; Peltigeraceae
- Perichaena friesiana Rostaf.; Trichiaceae
- Petractis friesii A. Massal. (1854); Stictidaceae
- Peziza friesii Pers. (1822), Weinm. (1836) (= Hymenoscyphus friesii); Helotiaceae
- Phacidium friesii Ces.; Phacidiaceae
- Phialopsis friesii; Gyalectaceae
- Pholiotina friesii (S. Lundell) Enderle (1994), (= Conocybe pygmaeoaffinis); Bolbitiaceae
- Phoma friesii Brunaud; Anamorphe de Leptosphaeria
- Phyllerites friesii (A. Braun) Mesch. (1892); Champignon fossile
- Phyllerium friesii A. Braun; Fungi
- Physalospora friesii Keissl. (1923); Hyponectriaceae
- Pilacre friesii Weinm. (1832); Basidiomycetes
- Pleurotus friesii Lév.; Pleurotaceae
- Pocillaria frieseana Kuntze (1891); Polyporaceae
- Polyblastia friesii Lynge; Verrucariaceae
- Polyporus friesii Klotzsch (1833), (= Trichaptum biforme); Polyporaceae
- Polyporus friesii Bres. (1905), (= Inonotus dryophilus); Hymenochaetaceae
- Polystictus friesii (Klotzsch) Cooke (1886), (= Trichaptum biforme); Polyporaceae
- Poria friesiana Bres. (1908), (= Phellinus punctatus); Hymenochaetaceae
- Porina friesii (P. & H. Crouan) Zahlbr. (1922); Pertusariaceae
- Porostereum friesii (Lév.) Hjortstam & Ryvarden (1990); Phanerochaetaceae
- Porotheleum friesii Mont. (1836); Fr. (1874); Schizophyllaceae
- Psathyrella friesii Kits van Wav. (1977); Psathyrellaceae
- Pseudobaeospora frieslandica Bas ex Bas (1998); Tricholomataceae
- Psora friesii (Ach.) Hellb. (1870), (= Hypocenomyce friesii); Lecideaceae
- Pyrenula friesii Trevis. (1860); Pyrenulaceae
- Rhaphidospora friesii Mont. (1849); Magnaporthaceae
- Rosellinia friesii Niessl; Xylariaceae
- Russula friesii Bres. (1929), (= Russula badia); Russulaceae
- Scenidium friesiana (Speg.) Kuntze (1898), (= Trametes villosa); Polyporaceae
- Secoliga friesiana (Hepp) Stizenb. (1863), (= Bacidia friesiana); Bacidiaceae
- Secoliga friesii (A. Massal.) A. Massal. (1856); Gyalectaceae
- Sordaria friesii Niessl; Sordariaceae
- Sphaeria friesii Duby, (= Valsa abietis); Valsaceae
- Stemonitis friesiana de Bary (1862); Stemonitidaceae
- Stereum friesii (Lév.) Sacc. (1888); Stereaceae
- Symplocia friesiana Kütz. (1843); Crocyniaceae
- Taeniolella friesii (Hepp) Hafellner (1998); Anamorphe de Glyphium
- Thelephora friesii Lév. (1854); Grognot (1863); Thelephoraceae
- Thermutis friesii (C. Agardh) Flot. (1850); Lichinaceae
- Trametes friesii (Klotzsch) G. Cunn. (1965), (= Trichaptum biforme); Polyporaceae
- Trematosphaeria friesii Rehm (1899); Melanommataceae
- Tricholoma friesii Bres.; Tricholomataceae
- Tylodon friesii Banker (1902); Valsaceae
- Typhula friesii P. Karst.; Typhulaceae
- Valsa friesii (Duby) Fuckel (1870), Nitschke (1870) (= Valsa abietis); Valsaceae
- Verrucaria friesiaca Erichsen (1930), (= Verrucaria halizoa); Verrucariaceae
- Verrucaria friesii P. Crouan & H. Crouan (1867); Verrucariaceae
- Xylaria friesii Laessøe (1992); Xylariaceae

### Variétés et formes
- Agyrophora haplocarpa var. friesii Llano (1950); Umbilicariaceae
- Lecidea impavida var. friesiana H. Magn. (1932); Lecideaceae
- Mycoblastus affinis f. friesii (J. Nowak) J. Nowak (1974), (= M. alpinus f.); Mycoblastaceae
- Micarea denigrata var. friesiana Hedl.; Micareaceae
- Pleurotellus chioneus var. friesii Raithelh. (1974); Cortinariaceae
- Polyblastia hyperborea var. friesii H. Magn. (1952); Verrucariaceae
- Tricholoma sejunctum var. friesii K. Krieg. (1927); Tricholomataceae

## Citation d'auteur
À titre d'hommage, de même que Linné est le seul auteur dont la citation, en botanique, s'abrège sur une seule lettre (L.), Fries est le seul auteur à être abrégé sur seulement deux lettres (Fr.)